# 25106 Ryoojungmin
25106 Ryoojungmin è un asteroide della fascia principale. Scoperto nel 1998, presenta un'orbita caratterizzata da un semiasse maggiore pari a 2,8278759 UA e da un'eccentricità di 0,0381578, inclinata di 2,00430° rispetto all'eclittica.